# Fußball-Asienmeisterschaft 2007/Finalrunde
Der Artikel gibt Auskunft über die Spiele der Finalrunde bei der Fußball-Asienmeisterschaft 2007.

## Übersicht
|  | Viertelfinale                          | Viertelfinale                          |                                        |                                        | Halbfinale                             | Halbfinale |  |  | Finale                                 | Finale                                 |
|  |                                        |                                        |                                        |                                        |                                        |            |  |  |                                        |                                        |
|  | 21. Juli 2007 um 20:20 Uhr (15:20 Uhr) |                                        |                                        |                                        |                                        |            |  |  |                                        |                                        |
|  | Irak                                   | 2                                      |                                        |                                        |                                        |            |  |  |                                        |                                        |
|  | Irak                                   | 2                                      | 25. Juli 2007 um 18:20 Uhr (12:20 Uhr) |                                        |                                        |            |  |  |                                        |                                        |
|  | Vietnam                                | 0                                      |                                        |                                        |                                        |            |  |  |                                        |                                        |
|  | Vietnam                                | 0                                      | Irak                                   | 4 (0)                                  |                                        |            |  |  |                                        |                                        |
|  |                                        |                                        | Irak                                   | 4 (0)                                  |                                        |            |  |  |                                        |                                        |
|  |                                        | Südkorea                               | 3 (0)                                  |                                        |                                        |            |  |  |                                        |                                        |
|  | Iran                                   | Südkorea                               | 3 (0)                                  | 2 (0)                                  |                                        |            |  |  |                                        |                                        |
|  | Iran                                   |                                        |                                        | 2 (0)                                  |                                        |            |  |  |                                        |                                        |
|  | Südkorea                               | 4 (0)                                  |                                        | 29. Juli 2007 um 19:35 Uhr (14:35 Uhr) | 29. Juli 2007 um 19:35 Uhr (14:35 Uhr) |            |  |  |                                        |                                        |
|  | 22. Juli 2007 um 18:20 Uhr (12:20 Uhr) | 22. Juli 2007 um 18:20 Uhr (12:20 Uhr) | Irak                                   | 1                                      |                                        |            |  |  |                                        |                                        |
|  | 21. Juli 2007 um 17:20 Uhr (12:20 Uhr) | 21. Juli 2007 um 17:20 Uhr (12:20 Uhr) |                                        | Saudi-Arabien                          | 0                                      |            |  |  |                                        |                                        |
|  | Japan                                  | 4 (1)                                  |                                        |                                        |                                        |            |  |  |                                        |                                        |
|  | Australien                             | 3 (1)                                  |                                        |                                        |                                        |            |  |  |                                        |                                        |
|  | Australien                             | 3 (1)                                  | Japan                                  | 2                                      |                                        |            |  |  |                                        |                                        |
|  |                                        |                                        | Japan                                  | 2                                      | Spiel um Platz 3                       |            |  |  |                                        |                                        |
|  |                                        | Saudi-Arabien                          | 3                                      |                                        |                                        |            |  |  |                                        |                                        |
|  | Saudi-Arabien                          | Saudi-Arabien                          | 3                                      | 2                                      | Südkorea                               | 6 (0)      |  |  |                                        |                                        |
|  | Saudi-Arabien                          | 25. Juli 2007 um 20:20 Uhr (15:20 Uhr) |                                        | 2                                      | Südkorea                               | 6 (0)      |  |  |                                        |                                        |
|  | Usbekistan                             | 1                                      |                                        | Japan                                  | 5 (0)                                  |            |  |  |                                        |                                        |
|  | Usbekistan                             | 1                                      |                                        |                                        | 5 (0)                                  |            |  |  |                                        |                                        |
|  | 22. Juli 2007 um 20:20 Uhr (15:20 Uhr) | 22. Juli 2007 um 20:20 Uhr (15:20 Uhr) |                                        |                                        |                                        |            |  |  | 28. Juli 2007 um 19:35 Uhr (14:35 Uhr) | 28. Juli 2007 um 19:35 Uhr (14:35 Uhr) |

## Viertelfinale

### Japan – Australien 1:1 n.V. (1:1, 0:0), 4:3 i.E.
| Japan                                                                      | Japan | Australien | Australien |
| -------------------------------------------------------------------------- | --- | --- | ---------- |
| Japan                                                                      | \| Viertelfinale \| \| 21. Juli 2007 um 17:20 Uhr (12:20 MESZ) in Hanoi (Mỹ-Đình-Nationalstadion) \| \| Zuschauer: 25.000 \| \| Schiedsrichter: Saad Kamil Al-Fadhli ( Kuwait) \| \| Spielbericht \|                                                             | \| Viertelfinale \| \| 21. Juli 2007 um 17:20 Uhr (12:20 MESZ) in Hanoi (Mỹ-Đình-Nationalstadion) \| \| Zuschauer: 25.000 \| \| Schiedsrichter: Saad Kamil Al-Fadhli ( Kuwait) \| \| Spielbericht \|                                                 | Australien |
| Japan                                                                      | Yoshikatsu Kawaguchi – Yūichi Komano, Akira Kaji (88. Yasuyuki Konno), Yūji Nakazawa – Yūki Abe, Yasuhito Endō, Shunsuke Nakamura, Keita Suzuki, Kengo Nakamura (115. Kishō Yano) – Seiichirō Maki (102. Hisato Satō), Naohiro Takahara. Cheftrainer: Ivica Osim | Mark Schwarzer – Lucas Neill, Michael Beauchamp, Brett Emerton, Mark Milligan – Jason Culina, Vince Grella, David Carney, Mark Bresciano (71. Tim Cahill) – Mark Viduka (61. Harry Kewell), John Aloisi (82. Nick Carle). Cheftrainer: Graham Arnold | Australien |
| Japan                                                                      | 1:1 Naohiro Takahara (72.) | 0:1 John Aloisi (69.) | Australien |
| Japan                                                                      | Elfmeterschießen | | Australien |
| Japan                                                                      | 1:0 Shunsuke Nakamura 2:0 Yasuhito Endō 3:1 Yūichi Komano 3:2 Naohiro Takahara 4:3 Yūji Nakazawa | 0:0 Harry Kewell 1:0 Lucas Neill 2:1 Tim Cahill 3:2 Nick Carle 3:3 David Carney | Australien |
| Japan                                                                      | Yūki Abe (95.) | John Aloisi (33.), Harry Kewell (65.), David Carney (81.) | Australien |
| Japan                                                                      | Vince Grella (75.) | | Australien |
| Viertelfinale                                                              | | |            |
| 21. Juli 2007 um 17:20 Uhr (12:20 MESZ) in Hanoi (Mỹ-Đình-Nationalstadion) | | |            |
| Zuschauer: 25.000                                                          | | |            |
| Schiedsrichter: Saad Kamil Al-Fadhli ( Kuwait)                             | | |            |
| Spielbericht                                                               | | |            |

### Irak – Vietnam 2:0 (1:0)
| Irak                                                                             | Irak | Vietnam | Vietnam |
| -------------------------------------------------------------------------------- | --- | --- | ------- |
| Irak                                                                             | \| Viertelfinale \| \| 21. Juli 2007 um 20:20 Uhr (15:20 MESZ) in Bangkok (Rajamangala-Nationalstadion) \| \| Zuschauer: 9.720 \| \| Schiedsrichter: Yūichi Nishimura ( Japan) \| \| Spielbericht \|                                                                          | \| Viertelfinale \| \| 21. Juli 2007 um 20:20 Uhr (15:20 MESZ) in Bangkok (Rajamangala-Nationalstadion) \| \| Zuschauer: 9.720 \| \| Schiedsrichter: Yūichi Nishimura ( Japan) \| \| Spielbericht \|                                                                                 | Vietnam |
| Irak                                                                             | Nur Sabri – Jassim Mohammed Ghulam, Bassim Abbas, Haidar Abdul-Amir (84. Khaldoun Ibrahim), Ali Rehema – Nasch'at Akram, Hawar Mulla Mohammed, Karrar Jassim (66. Mohammed Nasser), Mahdi Karim, Haitham Kadhim (32. Ahmad Abd Ali) – Yunis Mahmud Cheftrainer: Jorvan Vieira | Dương Hồng Sơn – Nguyễn Huy Hoàng (83. Phạm Hùng Dũng), Vũ Như Thành, Huỳnh Quang Thanh, Châu Phong Hòa – Phùng Công Minh (46. Nguyễn Minh Chuyên), Nguyễn Minh Phương , Lê Tấn Tài, Nguyễn Vũ Phong – Lê Công Vinh, Nguyễn Anh Đức (70. Phan Thanh Bình). Cheftrainer: Alfred Riedl | Vietnam |
| Irak                                                                             | 1:0 Yunis Mahmud (2.) 2:0 Yunis Mahmud (65.) | | Vietnam |
| Irak                                                                             | Phùng Công Minh (27.) | | Vietnam |
| Viertelfinale                                                                    | | |         |
| 21. Juli 2007 um 20:20 Uhr (15:20 MESZ) in Bangkok (Rajamangala-Nationalstadion) | | |         |
| Zuschauer: 9.720                                                                 | | |         |
| Schiedsrichter: Yūichi Nishimura ( Japan)                                        | | |         |
| Spielbericht                                                                     | | |         |

### Iran – Südkorea 0:0 n.V., 2:4 i.E.
| Iran                                                                                  | Iran | Südkorea | Südkorea |
| ------------------------------------------------------------------------------------- | --- | --- | -------- |
| Iran                                                                                  | \| Viertelfinale \| \| 22. Juli 2007 um 18:20 Uhr (12:20 MESZ) in Kuala Lumpur (Nationalstadion Bukit Jalil) \| \| Zuschauer: 8.629 \| \| Schiedsrichter: Ali al-Badwawi ( Vereinigte Arabische Emirate) \| \| Spielbericht \|                                                         | \| Viertelfinale \| \| 22. Juli 2007 um 18:20 Uhr (12:20 MESZ) in Kuala Lumpur (Nationalstadion Bukit Jalil) \| \| Zuschauer: 8.629 \| \| Schiedsrichter: Ali al-Badwawi ( Vereinigte Arabische Emirate) \| \| Spielbericht \|             | Südkorea |
| Iran                                                                                  | Hassan Roudbarian (120. Vahid Talebloo) – Rahman Rezaei, Jalal Hosseini, Mohammad Nosrati – Mehdi Mahdavikia , Andranik Teymourian, Javad Nekounam, Ali Karimi, Mehrzad Madanchi (62. Ferydoon Zandi) – Vahid Hashemian (87. Reza Enayati), Rasoul Khatibi Cheftrainer: Amir Ghalenoei | Lee Woon-jae – Kim Jin-kyu, Kim Sang-shik, Kim Chi-woo, Oh Beom-seok, Kang Min-soo – Kim Jung-woo, Son Dae-ho (106. Kim Do-heon) – Lee Chun-soo, Lee Dong-gook (46. Cho Jae-jin), Yeom Ki-hun (78. Choi Sung-kuk) Cheftrainer: Pim Verbeek | Südkorea |
| Iran                                                                                  | Elfmeterschießen | | Südkorea |
| Iran                                                                                  | 1:1 Ferydoon Zandi 1:2 Mehdi Mahdavikia 2:2 Reza Enayati 2:3 Rasoul Khatibi | 0:1 Lee Chun-soo 1:2 Kim Sang-shik 1:2 Kim Do-heon 2:3 Cho Jae-jin 2:4 Kim Jung-woo | Südkorea |
| Iran                                                                                  | Mehrzad Madanchi (27.) | Oh Beom-seok (67.) | Südkorea |
| Viertelfinale                                                                         | | |          |
| 22. Juli 2007 um 18:20 Uhr (12:20 MESZ) in Kuala Lumpur (Nationalstadion Bukit Jalil) | | |          |
| Zuschauer: 8.629                                                                      | | |          |
| Schiedsrichter: Ali al-Badwawi ( Vereinigte Arabische Emirate)                        | | |          |
| Spielbericht                                                                          | | |          |

### Saudi-Arabien – Usbekistan 2:1 (1:0)
| Saudi-Arabien                                                                  | Saudi-Arabien | Usbekistan | Usbekistan |
| ------------------------------------------------------------------------------ | --- | --- | ---------- |
| Saudi-Arabien                                                                  | \| Viertelfinale \| \| 22. Juli 2007 um 20:20 Uhr (15:20 MESZ) in Jakarta (Gelora-Bung-Karno-Stadion) \| \| Zuschauer: 12.000 \| \| Schiedsrichter: Kwon Jong-chul ( Südkorea) \| \| Spielbericht \|                                                                                 | \| Viertelfinale \| \| 22. Juli 2007 um 20:20 Uhr (15:20 MESZ) in Jakarta (Gelora-Bung-Karno-Stadion) \| \| Zuschauer: 12.000 \| \| Schiedsrichter: Kwon Jong-chul ( Südkorea) \| \| Spielbericht \|                                                                               | Usbekistan |
| Saudi-Arabien                                                                  | Yasser al-Mosailem – Osama Hawsawi, Kamel al-Mousa, Ahmad al-Bahri, Waleed Jahdali – Saud Kariri (89. Umar al-Ghamdi), Chalid Aziz, Abdulrahman Al-Qahtani (63. Ahmed al-Mousa), Yassir al-Qahtani (90. Saad al-Harthi) – Malik Muadh, Taisir al-Jassim Cheftrainer: Hélio dos Anjos | Ignatiy Nesterov – Hayrulla Karimov, Aziz Ibrahimov, Aleksey Nikolaev, Vitaliy Denisov, Anvar Gafurov (46. Alexander Geynrikh) – Aziz Haydarov (78. Pavel Solomin), Server Jeparov, Timur Kapadze (57. Victor Karpenko), Islom Inomov – Maksim Shatskix Cheftrainer: Rauf Inileyev | Usbekistan |
| Saudi-Arabien                                                                  | 1:0 Yassir al-Qahtani (2.) 2:0 Ahmed Al-Mousa (75.) | 2:1 Pavel Solomin (80.) | Usbekistan |
| Saudi-Arabien                                                                  | Abdulrahman Al-Qahtani (38.), Yassir al-Qahtani (44.), Saud Kariri (60.), Waleed Jahdali (62.) | Anvar Gafurov (35.), Vitaliy Denisov (52.), Hayrulla Karimov (53.), Maksim Shatskix (53.) | Usbekistan |
| Viertelfinale                                                                  | | |            |
| 22. Juli 2007 um 20:20 Uhr (15:20 MESZ) in Jakarta (Gelora-Bung-Karno-Stadion) | | |            |
| Zuschauer: 12.000                                                              | | |            |
| Schiedsrichter: Kwon Jong-chul ( Südkorea)                                     | | |            |
| Spielbericht                                                                   | | |            |

## Halbfinale

### Irak – Südkorea 0:0 n.V., 4:3 i.E.
| Irak                                                                                      | Irak | Südkorea | Südkorea |
| ----------------------------------------------------------------------------------------- | --- | --- | -------- |
| Irak                                                                                      | \| Halbfinale \| \| 25. Juli 2007 um 18:20 Uhr (12:20 Uhr MESZ) in Kuala Lumpur (Nationalstadion Bukit Jalil) \| \| Zuschauer: 12.500 \| \| Schiedsrichter: Saad Kamil Al-Fadhli ( Kuwait) \| \| Spielbericht \|              | \| Halbfinale \| \| 25. Juli 2007 um 18:20 Uhr (12:20 Uhr MESZ) in Kuala Lumpur (Nationalstadion Bukit Jalil) \| \| Zuschauer: 12.500 \| \| Schiedsrichter: Saad Kamil Al-Fadhli ( Kuwait) \| \| Spielbericht \|                           | Südkorea |
| Irak                                                                                      | Nur Sabri – Jassim Mohammed Ghulam, Bassim Abbas, Haidar Abdul-Amir, Ali Rehema – Nasch'at Akram, Hawar Mulla Mohammed, Karrar Jassim (108. Ahmad Mnajed), Mahdi Karim, Qusai Munir – Yunis Mahmud Cheftrainer: Jorvan Vieira | Lee Woon-jae – Kim Jin-kyu, Kim Sang-shik (58. Kim Jung-woo), Kim Chi-woo, Oh Beom-seok, Kang Min-soo – Son Dae-ho (106. Oh Jang-eun), Choi Sung-kuk (87. Lee Dong-gook) – Cho Jae-jin, Lee Chun-soo, Yeom Ki-hun Cheftrainer: Pim Verbeek | Südkorea |
| Irak                                                                                      | Elfmeterschießen | | Südkorea |
| Irak                                                                                      | 1:1 Hawar Mulla Mohammed 2:2 Qusai Munir 3:3 Haidar Abdul-Amir 4:3 Ahmad Mnajed | 0:1 Lee Chun-soo 1:2 Lee Dong-gook 2:3 Cho Jae-jin 3:3 Yeom Ki-hun 4:3 Kim Jung-woo | Südkorea |
| Irak                                                                                      | Bassim Abbas (59.), Nasch'at Akram (109.) | | Südkorea |
| Halbfinale                                                                                | | |          |
| 25. Juli 2007 um 18:20 Uhr (12:20 Uhr MESZ) in Kuala Lumpur (Nationalstadion Bukit Jalil) | | |          |
| Zuschauer: 12.500                                                                         | | |          |
| Schiedsrichter: Saad Kamil Al-Fadhli ( Kuwait)                                            | | |          |
| Spielbericht                                                                              | | |          |

### Japan – Saudi-Arabien 2:3 (1:1)
| Japan                                                                          | Japan | Saudi-Arabien | Saudi-Arabien |
| ------------------------------------------------------------------------------ | --- | --- | ------------- |
| Japan                                                                          | \| Halbfinale \| \| 25. Juli 2007 um 20:20 Uhr (15:20 Uhr MESZ) in Hanoi (Mỹ-Đình-Nationalstadion) \| \| Zuschauer: 10.000 \| \| Schiedsrichter: Matthew Breeze ( Australien) \| \| Spielbericht \|                                                          | \| Halbfinale \| \| 25. Juli 2007 um 20:20 Uhr (15:20 Uhr MESZ) in Hanoi (Mỹ-Đình-Nationalstadion) \| \| Zuschauer: 10.000 \| \| Schiedsrichter: Matthew Breeze ( Australien) \| \| Spielbericht \|                                                                              | Saudi-Arabien |
| Japan                                                                          | Yoshikatsu Kawaguchi – Yūichi Komano, Akira Kaji, Yūji Nakazawa – Yūki Abe, Yasuhito Endō (75. Naotake Hanyū), Shunsuke Nakamura, Keita Suzuki, Kengo Nakamura (87. Kishō Yano) – Seiichirō Maki (68. Hisato Satō), Naohiro Takahara Cheftrainer: Ivica Osim | Yasser al-Mosailem – Osama Hawsawi, Kamel al-Mousa, Ahmad al-Bahri, Waleed Jahdali (77. Rida Tukar) – Saud Kariri (86. Umar al-Ghamdi), Chalid Aziz, Abdulrahman Al-Qahtani (60. Ahmed al-Mousa), Yassir al-Qahtani – Malik Muadh, Taisir al-Jassim Cheftrainer: Hélio dos Anjos | Saudi-Arabien |
| Japan                                                                          | 1:1 Yūji Nakazawa (37.) 2:2 Yūki Abe (53.) | 0:1 Yassir al-Qahtani (35.) 1:2 Malik Muadh (47.) 2:3 Malik Muadh (57.) | Saudi-Arabien |
| Japan                                                                          | Naohiro Takahara (69.) | | Saudi-Arabien |
| Halbfinale                                                                     | | |               |
| 25. Juli 2007 um 20:20 Uhr (15:20 Uhr MESZ) in Hanoi (Mỹ-Đình-Nationalstadion) | | |               |
| Zuschauer: 10.000                                                              | | |               |
| Schiedsrichter: Matthew Breeze ( Australien)                                   | | |               |
| Spielbericht                                                                   | | |               |

## Spiel um Platz drei

### Südkorea – Japan 0:0 n.V., 6:5 i.E.
| Südkorea                                                                            | Südkorea | Japan | Japan |
| ----------------------------------------------------------------------------------- | --- | --- | ----- |
| Südkorea                                                                            | \| Spiel um Platz drei \| \| 28. Juli 2007 um 19:35 Uhr (14:35 Uhr MESZ) in Palembang (Gelora-Sriwijaya-Stadion) \| \| Zuschauer: 10.000 \| \| Schiedsrichter: Ali al-Badwawi ( Vereinigte Arabische Emirate) \| \| Spielbericht \| | \| Spiel um Platz drei \| \| 28. Juli 2007 um 19:35 Uhr (14:35 Uhr MESZ) in Palembang (Gelora-Sriwijaya-Stadion) \| \| Zuschauer: 10.000 \| \| Schiedsrichter: Ali al-Badwawi ( Vereinigte Arabische Emirate) \| \| Spielbericht \|           | Japan |
| Südkorea                                                                            | Lee Woon-jae – Kim Jin-kyu, Kim Chi-woo, Oh Beom-seok, Kang Min-soo – Kim Do-heon (65. Kim Chi-gon), Kim Jung-woo, Oh Jang-eun (86. Lee Ho) – Cho Jae-jin, Lee Chun-soo, Yeom Ki-hun (39. Lee Keun-ho) Cheftrainer: Pim Verbeek     | Yoshikatsu Kawaguchi – Yūichi Komano, Akira Kaji, Yūji Nakazawa – Yūki Abe, Yasuhito Endō, Satoru Yamagishi (78. Hisato Satō), Shunsuke Nakamura, Keita Suzuki, Kengo Nakamura (72. Naotake Hanyū) – Naohiro Takahara Cheftrainer: Ivica Osim | Japan |
| Südkorea                                                                            | Elfmeterschießen | | Japan |
| Südkorea                                                                            | 1:0 Cho Jae-jin 2:1 Oh Beom-seok 3:2 Lee Chun-soo 4:3 Lee Ho 5:4 Kim Jin-kyu 6:5 Kim Chi-woo | 1:1 Shunsuke Nakamura 2:2 Yasuhito Endō 3:3 Yūki Abe 4:4 Yūichi Komano 5:5 Yūji Nakazawa 6:5 Naotake Hanyū | Japan |
| Südkorea                                                                            | Kim Jin-kyu (36.), Cho Jae-jin (87.) | Akira Kaji (106.) | Japan |
| Südkorea                                                                            | Kang Min-soo (56.) | | Japan |
| Spiel um Platz drei                                                                 | | |       |
| 28. Juli 2007 um 19:35 Uhr (14:35 Uhr MESZ) in Palembang (Gelora-Sriwijaya-Stadion) | | |       |
| Zuschauer: 10.000                                                                   | | |       |
| Schiedsrichter: Ali al-Badwawi ( Vereinigte Arabische Emirate)                      | | |       |
| Spielbericht                                                                        | | |       |

## Finale

### Irak – Saudi-Arabien 1:0 (0:0)
| Irak                                                                               | Irak | Saudi-Arabien | Saudi-Arabien |
| ---------------------------------------------------------------------------------- | --- | --- | ------------- |
| Irak                                                                               | \| Finale \| \| 29. Juli 2007 um 19:35 Uhr (14:35 Uhr MESZ) in Jakarta (Gelora-Bung-Karno-Stadion) \| \| Zuschauer: 60.000 \| \| Schiedsrichter: Mark Shield ( Australien) \| \| Spielbericht \|                                                                 | \| Finale \| \| 29. Juli 2007 um 19:35 Uhr (14:35 Uhr MESZ) in Jakarta (Gelora-Bung-Karno-Stadion) \| \| Zuschauer: 60.000 \| \| Schiedsrichter: Mark Shield ( Australien) \| \| Spielbericht \|                                                                                  | Saudi-Arabien |
| Irak                                                                               | Nur Sabri – Jassim Mohammed Ghulam, Bassim Abbas (89. Ali Abbas), Haidar Abdul-Amir, Ali Rehema – Nasch'at Akram, Hawar Mulla Mohammed, Karrar Jassim (83. Ahmed Mnajid), Mahdi Karim (90. Ahmed Abd Ali), Qusai Munir – Yunis Mahmud Cheftrainer: Jorvan Vieira | Yasser al-Mosailem – Osama Hawsawi, Kamel al-Mousa, Ahmad al-Bahri (84. Saad al-Harthi), Waleed Jahdali – Saud Kariri, Chalid Aziz, Abdulrahman Al-Qahtani (46. Ahmed al-Mousa), Yassir al-Qahtani – Malik Muadh, Taisir al-Jassim (76. Abdoh Otayf) Cheftrainer: Hélio dos Anjos | Saudi-Arabien |
| Irak                                                                               | 1:0 Yunis Mahmud (73.) | | Saudi-Arabien |
| Irak                                                                               | Qusai Munir (9.), Karrar Jassim (24.), Yunis Mahmud (38.), Ali Rehema (75.) | Saud Kariri (15.), Waleed Jahdali (38.) | Saudi-Arabien |
| Finale                                                                             | | |               |
| 29. Juli 2007 um 19:35 Uhr (14:35 Uhr MESZ) in Jakarta (Gelora-Bung-Karno-Stadion) | | |               |
| Zuschauer: 60.000                                                                  | | |               |
| Schiedsrichter: Mark Shield ( Australien)                                          | | |               |
| Spielbericht                                                                       | | |               |